# 松平忠広
松平 忠広（まつだいら ただひろ）は、戦国時代から江戸時代初期の武将。東条松平家の家臣。

## 略歴
三河国の戦国大名・松平氏の支流にあたる能見松平家の二代重親の孫、阿知和松平氏を継いだ重忠（玄鉄）の子という。東条松平家の家忠に仕え、主にその家老・松平康親の指揮に属した。『張州府志』は永禄3年（1560年）1月に尾張村木砦を守備し、水野信元の軍勢を退けたという記事を載せている。永禄4年（1561年）吉良義昭との戦いに戦功があった。天正7年（1579年）駿河持船城攻略では山内真次らとともに一番乗りを果たした。
天正9年（1581年）松平家忠が没すると、徳川家康の四男・忠吉が東条家を継ぎ、翌年には駿河三枚橋城主となった。天正18年（1590年）忠吉が忍城主となると、忠広はその家老に就く。慶長5年（1600年）関ヶ原の戦いでは先陣を務め、戦後に忠吉が清洲藩に封じられると4,000石を知行、慶長11年（1606年）には1,000石を加増された。慶長16年（1611年）清州にて77歳で没。家督は子の秀勝が継承した。